# Курмети
Курмети (каз. Құрметі) — село в Кегенском районе Алматинской области Казахстана. Входит в состав Сатинского сельского округа. Код КАТО — 195861200.

## Население
В 1999 году население села составляло 335 человек (174 мужчины и 161 женщина). По данным переписи 2009 года, в селе проживало 279 человек (151 мужчина и 128 женщин).